# Léonard Thurre
Léonard Thurre est un footballeur international suisse né le 9 septembre 1977 à Lausanne. Il évoluait en tant qu'attaquant.

## Biographie

### En sélection
Il a porté à plusieurs reprises (8 sélections) le maillot de l'équipe nationale suisse entre 2000 et 2003. Depuis, il est consultant pour la Radio télévision suisse.

## Palmarès
- Vainqueur de la Coupe de Suisse 1998 avec le Lausanne Sport ( Suisse)
- Vainqueur de la Coupe de Suisse 1999 avec le Lausanne Sport ( Suisse)
- Vainqueur de la Coupe de Suisse 2001 avec le Servette FC ( Suisse)
- Vainqueur de la Coupe de Suisse 2006 avec le FC Sion ( Suisse)